# Bronze d'alumini

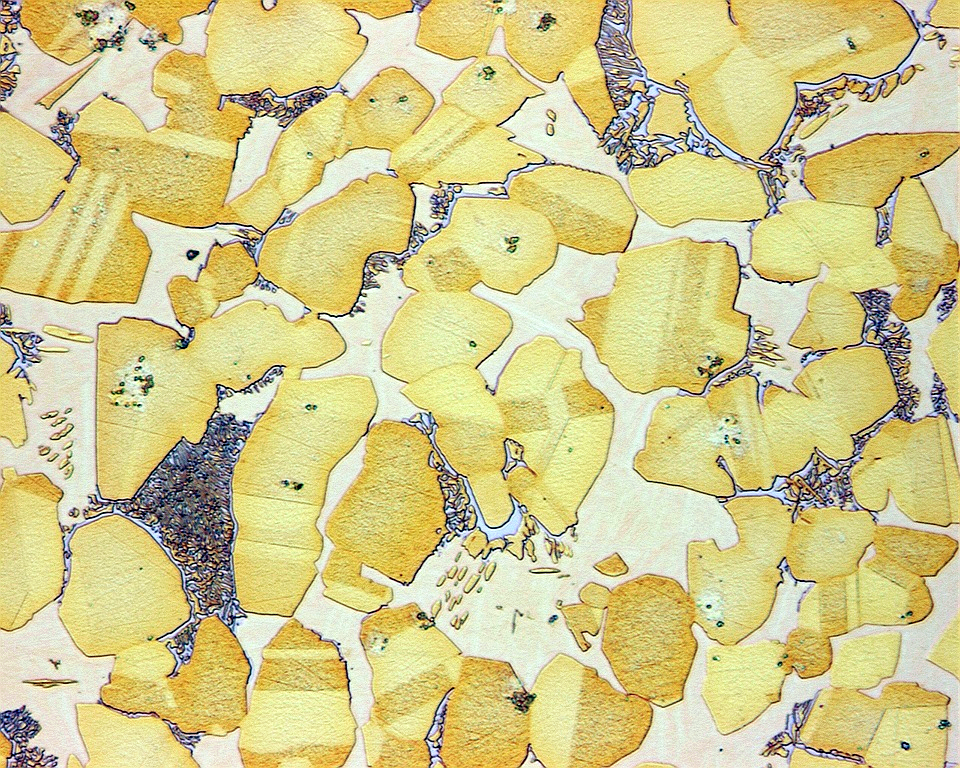
Bronze d'alumnini amb 20% d'alumini, V=50:1

El bronze d'alumini és un tipus de bronze en el que l'alumini és el metal aleant amb el coure, a la diferència del bronze estàndard (coure i estany) o del llautó (coure i zinc). Una certa varietat de bronzes d'alumini de diferents composicions han trobat un ús industrial, la majoria amb 5% a 11% de pes d'alumini, la massa restant sent coure; altres agents aleants com el ferro (Fe), el níquel (Ni), el manganès (Mg) o el silici (Si) poden afegir-se.

## Composició
La taula següent enumera les composicions sostres dels bronzes d'alumini estàndards més comuns, amb les designacions ISO 428. El percentatges mostren la composició proporcional de l'aliatge per pes. El coure és el metal restant, i per tant, no s'ha indicat.
| Aliatge      | Alumini      | Ferro       | Níquel      | Manganès    | Zinc     | Arsènic  |
| ------------ | ------------ | ----------- | ----------- | ----------- | -------- | -------- |
| CuAl5        | 4,0% - 6,5%  | 0,5% màx    | 0,8% màx    | 0,5% màx    | 0,5% màx | 0,4% màx |
| CuAl8        | 7,0% - 9,0%  | 0,5% màx    | 0,8% màx    | 0,5% màx    | 0,5% màx |          |
| CuAl8Fe3     | 6,5% - 8,5%  | 1,5% - 3,5% | 1,0% màx    | 0,8% màx    | 0,5% màx |          |
| CuAl9Mn2     | 8,0% - 10,0% | 1,5% màx    | 0,8% màx    | 1,5% - 3,0% | 0,5% màx |          |
| CuAl10Fe3    | 8,5% - 11,0% | 2,0% - 4,0% | 1,0% màx    | 2,0% màx    | 0,5% màx |          |
| CuAl10Fe5Ni5 | 8,5% - 11,5% | 2,0% - 6,0% | 4,0% - 6,0% | 2,0% màx    | 0,5% màx |          |

## Propietats del material
Els bronzes d'alumini estan sobretot valorats per la seva millor resistència i resistència a la corrosió comparat amb altres bronzes. No s'entelen i presenten poca corrosió en condicions atmosfèriques, poca oxidació a elevades temperatures, i baixa reactivitat amb components sulfurosos i altres productes de la combustió. També són resistent a l'aigua del mar. La seva resistència a la corrosió és deguda a l'alumini contingut en l'aliatge, que reacciona amb l'oxigen de l'atmosfera per formar una capa fina i dura d'alúmina (òxid d'alumini) que actua com una barrera a la corrosió de l'aliatge ric en coure.
Una altra propietat notable dels bronzes d'alumini és el seu efecte bioestàtic. El coure evita la colonització dels organismes marins com ara algues, líquens, percebes i musclos, i per això és preferible a l'acer inoxidable o altres aliatges no cúbrics en les aplicacions en les que la colonització estigués indesitjable.
Els bronzes d'alumini tenen un color daurat.

## Aplicacions
Els bronzes d'alumini estan més utilitzats en les aplicacions en les que la seva resistència a la corrosió els fa preferibles a altres materials enginyerils. Aquestes inclouen els rodament d'avions i tren d'aterratge en les aeronaus, components de motor (especialment per vaixells d'alta mar), tancaments subaquàtics en arquitectura naval, i propulsors de vaixells. També es fan servir en joieria pel seu atractiu color daurat.